# Świątki (gromada)
Świątki – dawna gromada, czyli najmniejsza jednostka podziału terytorialnego Polskiej Rzeczypospolitej Ludowej w latach 1954–1972.
Gromady, z gromadzkimi radami narodowymi (GRN) jako organami władzy najniższego stopnia na wsi, funkcjonowały od reformy reorganizującej administrację wiejską przeprowadzonej jesienią 1954 do momentu ich zniesienia z dniem 1 stycznia 1973, tym samym wypierając organizację gminną w latach 1954–1972.
Gromadę Świątki z siedzibą GRN w Świątkach utworzono – jako jedną z 8759 gromad na obszarze Polski – w powiecie lidzbarskim w woj. olsztyńskim na mocy uchwały nr 16 WRN w Olsztynie z dnia 4 października 1954. W skład jednostki weszły obszary dotychczasowych gromad Świątki, Dąbrówka, Jankowo, Konradowo i Worławki ze zniesionej gminy Świątki w tymże powiecie. Dla gromady ustalono 14 członków gromadzkiej rady narodowej.
1 stycznia 1958 do gromady Świątki włączono obszar zniesionej gromady Gołogóra w tymże powiecie.
1 stycznia 1960 do gromady Świątki włączono obszar zniesionej gromady Kwiecewo w tymże powiecie.
1 stycznia 1969 z gromady Świątki wyłączono część obszaru wsi Skolity (12 ha), włączając ją do gromady Boguchwały w powiecie morąskim w tymże województwie
22 grudnia 1971 do gromady Świątki włączono miejscowości Klony, Wysokie i Żardeniki ze zniesionej gromady Rogiedle w tymże powiecie.
Gromada przetrwała do końca 1972 roku, czyli do kolejnej reformy gminnej. 1 stycznia 1973 w powiecie lidzbarskim reaktywowano gminę Świątki (od 1999 gmina znajduje się w powiecie olsztyńskim).